# LaRon Landry
LaRon Louis Landry (født 14. oktober 1984 i Ama, Louisiana) er en amerikansk fodboldspiller i NFL, hvor han er safety for Indianapolis Colts. Han blev draftet i 1. runde i 2007, og har tidligere spillet for Washington Redskins og New York Jets.
Landry spillede college-fodbold på Louisiana State University. 
Landry blev valgt i 1 runde, 6. valg i 2007 draften af Washington Redskins. Han var en ud af fire LSU spillere taget i 1. runde af 2007 draften sammen med JaMarcus Russell, Dwayne Bowe og Craig Davis.

## Klubber
- Washington Redskins (2007–2011)
- New York Jets (2012)
- Indianapolis Colts (2013–)